# Ревдинский хребет
Ревдинский хребет — горный хребет в южной части Среднего Урала, на территории Свердловской области России. Расположен между рекой Чусовая и её левым притоком рекой Ревда.

## Описание
Хребет простирается с севера на юг на 40 км. Высшая точка — гора Азов (589,3 м) находится в южной части хребта. Средняя высота около 400—500 метров. Практически повсеместно покрыт лесами. На юге его продолжением является Уфалейский хребет.

## Вершины хребта
- Гора Азов (589,3 м)
- Гора Балабан (535,1 м)
- Гора Белый Камень (534,5 м)
- Гора Волчиха (526,3 м)
- Гора Воробьиный Камень (528,6 м)
- Гора Вязовая (536,7 м)
- Гора Груберская (538,6 м)
- Гора Дыроватый Камень (526,7)
- Гора Каменная (500,3 м)[1]